# Шеппинг, Дмитрий Оттович
Барон Дмитрий Оттович Шеппинг (13 июля 1823, Санкт-Петербург — 17 марта 1895, Москва) — русский историк, археолог, этнограф; автор многочисленных работ по мифологии и этнографии. Племянник библиофила А. Д. Черткова.

## Происхождение
Происходил из старинного рода баронов фон Шеппинг (нем. op dem Hamme, gennant von Schoeppingk), существовавшего в Вестфалии в XIII столетии. Сын Отто Дмитриевича Шеппинга (1790—1874) от брака его с Марией Дмитриевной Чертковой (1799—1874). Родился в Петербурге, крещен 25 августа 1823 года в церкви Вознесения; крестник деда Д. В. Черткова. Получил домашнее образование; служил в Главном архиве Министерства иностранных дел. Был членом Московского археологического общества.

## Научная деятельность
Первые его научные сочинения были написаны в относительно раннем возрасте. В 1849 году в отдельном издании вышла его работа «Мифы славянского язычества», позднее, в 1862 году — «Русская народность в её поверьях, обрядах и сказках».
В 1861 году в «Архиве историко-юридических сведений, относящихся до России» вышла его статья «О древних навязах и наузах и влиянии их на язык, жизнь и отвлеченные понятия человека».
С 1868 года активно сотрудничал с воронежским журналом «Филологические записки», издававшимся под редакцией А. А. Хованского. Здесь печатаются его статьи: «Оборотень в его мифологическом и пластическом олицетворении» (1866); «Обозрение звериного эпоса Западной Европы. Материалы для сравнительного изучения символики животных» (1868); «Этюды из народных сказаний. I. Святой Егорий Храбрый. II. Борис и Глеб — Божии кузнецы» (1884); «Божества древних Славян. А. С. Фаминцина» (1886); «Наши письменные источники о языческих богах русской мифологии» (1888); «Значение некоторых зверей, птиц и других животных по суевериям русского народа» (1895); «Символика чисел» (1893). 
Основные труды Шеппинга посвящены славянской мифологии и этнографии, а также археологии. В течение многих лет он жил в имении своей жены Никольском Подольского уезда Московской губернии. Изучал историю Сосенского Стана. В работе «Древний Сосенский Стан Московского уезда» дал научное описание сёл и имений, вошедших ныне в черту Москвы (в их числе: Богородское-Воронино, Большое и Малое Голубино, Знаменское-Садки, Коньково, Узкое, Ясенево, Никольское, Саврасово, Ямонтово, Ивановское, Столбово, Воскресенское, Архангельское-Скобеево, Фитарёво, Быково, Ракитки, Сосенки, Десна, Саларьево, Картмазово, Дудкино, Троицкое) В 1869 Шеппинг вместе с археологом А. А. Гатцуком исследовал курганы у села Коньково.
Скончался в Москве в 1895 году и был похоронен в Новодевичьем монастыре, где уже покоилась умершая ранее его супруга, Мария Петровна. Могила Дмитрия Шеппинга и его супруги на сегодняшний день утрачена.
Владел имением в Никольском, которое унаследовала дочь — Елизавета Дмитриевна Шеппинг, фрейлина российского императорского двора, в последние годы своей жизни занималась благотворительностью, была активным членом Московского Братолюбивого общества («Братолюбивое общество снабжения в Москве неимущих квартирами»).  В 1918 году имение Шеппингов было конфисковано, земли и имущество было передано для организации совхоза. В 1920-е годы Никольское было переименовано в Николо-Хованское.

## Семья
Жена (с 28 сентября 1847 года) — Мария Петровна Языкова (1825—1875), дочь геолога Петра Михайловича Языкова (1798—1851) от брака его с сестрой декабриста, Елизаветой Петровной Ивашевой (1805—1848). Была замечательной красавицей, имела тёмные волосы, синие глаза и удивительно тонкие, правильные черты лица. В молодости в неё был влюблен граф Д. Толстой. Он сделал ей предложение и уже считался женихом, но свадьба не состоялась вследствие того, что дядя графа его убедил, до какой степени было бы безрассудно вступить ему в брак с девушкой, которая так же, как и он, не имеет состояния.

После замужества одно время была «светской львицей», но постоянное болезненное состояние заставило её прекратить свои выезды. Она большей частью сидела дома и принимала небольшой кружок друзей. По словам Чичерина, баронесса Шеппинг:
имела ум бойкий, живой, несколько насмешливый; разговор блестящий, полный игривости и бойкой иронии. У неё было какое-то задирающее кокетство, которое то притягивало, то отталкивало, но никогда не оставляло равнодушным. Это была заманчивая игра ума, через которую только в редкие минуты прорывались сердечные звуки. Я скоро с нею сошёлся и сделался приятелем дома. Меня пленяло это соединение очаровательной красоты, изящества форм, игривости ума и затаённых порывов сердца. Муж её был человек добрый, обходительный, весьма некрасивый собой, кривой, небольшого ума, но образованный, с несколько славянофильским оттенком.
 Умерла в Москве, проведя последние годы жизни в постели. 
Их дети:
- Мария Дмитриевна (1848—1916), замужем за бароном Николаем Карловичем Притвицем (1835—1886), генерал-лейтенантом
- Елизавета Дмитриевна (1850—?)
- Владимир Дмитриевич (1853—1921), гофмейстер, банкир, благотворитель. 1-й брак — Софья Северовна, урожд. Ермолова (1853–1896), внучка А.П.Ермолова (дочь его сына дочь Аллах–Яр Севера Алексеевича Ермолова). 2-й брак — Мария Александровна, урожд. Голицына (в первом своем браке — Перфильева; 1859—1835, Рига), по отцу внучка Н.Я.Голицына, а со стороны матери — внучка А.Д.Черткова.  Его первая и вторая супруги приходились друг другу двоюродными сестрами.
  - Дети от первого брака: Софья (в замуж. княгиня Козловская; 1877—?), Дмитрий (1880–1930, репрессирован[8][9]), Борис (1882–1938, репрессирован[10][11]), Георгий (1884—?), Маргарита (в замуж. Голицына, 1884—?[12]), Мария (в замуж. Касаткина; 1885—?), Наталья (в замуж. Белевская-Жуковская; (1888—1965) — от первого брака.
  - Дети второго брака: Владимир (1898–1947, Париж)[13], Михаил (1899—?, после 1920 г. — в эмиграции).
- Аглая Дмитриевна (1856—?)

## Память
В 2022 году один из переулков Москвы вблизи деревни Николо-Хованское (бывшее имение Шеппингов) получил название в честь историка.